# Domangart II.
Domangart II., auch Domangart mac Domnall († 673), war König des irisch-schottischen Königreiches Dalriada in den Jahren 660–673.

## Leben
Domangart war der Sohn von König Domnall Brecc und wurde 660 der Nachfolger von König Conall II. Crandomna. In dieser Zeit unterstand das Königreich der Oberherrschaft von Northumbria. Dalriata verzeichnete während seiner Regierungszeit einen deutlichen Bedeutungszuwachs, zumal es zumindest im Süden des Reiches der Pikten eine Oberherrschaft etablieren und 673 eine piktische Rebellion niederwerfen konnte. Domangart verhielt sich diesem mächtigen Nachbarn gegenüber vorsichtig abwartend. In dieser Zeit errichtete um 671 oder 673 der irische Missionar Máelrubai auf piktischem Gebiet auf der Halbinsel Applecross ein Kloster. Der Entscheidung der 664 stattfindenden northumbrischen Synode von Whitby, den kelten-christlichen Ritus durch den katholischen zu ersetzen, schließen sich Nordirland und Schottland erst um 700 an. Domangart wurde im Jahr 673 gewaltsam zu Tode gebracht.